# Eporectis aspilata
Eporectis aspilata är en fjärilsart som beskrevs av Turner. Eporectis aspilata ingår i släktet Eporectis och familjen nattflyn. Inga underarter finns listade i Catalogue of Life.